# Sebec (Maine)
Sebec es un pueblo ubicado en el condado de Piscataquis en el estado estadounidense de Maine. En el Censo de 2010 tenía una población de 630 habitantes y una densidad poblacional de 6,42 personas por km².

## Geografía
Sebec se encuentra ubicado en las coordenadas 45°14′34″N 69°6′17″O / 45.24278, -69.10472. Según la Oficina del Censo de los Estados Unidos, Sebec tiene una superficie total de 98.09 km², de la cual 95.19 km² corresponden a tierra firme y (2.95%) 2.89 km² es agua.

## Demografía
Según el censo de 2010, había 630 personas residiendo en Sebec. La densidad de población era de 6,42 hab./km². De los 630 habitantes, Sebec estaba compuesto por el 97.62% blancos, el 0% eran afroamericanos, el 0.79% eran amerindios, el 0.16% eran asiáticos, el 0% eran isleños del Pacífico, el 0% eran de otras razas y el 1.43% pertenecían a dos o más razas. Del total de la población el 0.63% eran hispanos o latinos de cualquier raza.